# Oprah Winfrey
Oprah Winfrey (født Orpah Gail Winfrey 29. januar 1954) er en amerikansk talkshowvært, filmskuespiller, producer og filantrop.
Hun er bedst kendt for sit talkshow The Oprah Winfrey Show, som var det mest sete tv-program af sin art i USA og blev sendt i hele landet fra 1986 til 2011 fra Chicago, Illinois.
Oprah Winfrey er den rigeste sorte amerikaner, hun var Nordamerikas første sorte multimilliardær og anses for at være den største sorte filantrop i amerikansk historie. Ifølge Forbes Magazine har hun en formue på 2,8 mia. USD. Hun er flere gange blevet kåret som en af verdens meste indflydelsesrige kvinder.
I 2013 blev Winfrey tildelt Presidential Medal of Freedom af præsident Barack Obama.
Oprah Winfrey blev født i fattigdom på landet i Mississippi til en teenagemor, og voksede op i Milwaukee. Hun har fortalt, hun blev udsat for overgreb som barn og i de tidligere teenageår, og hun blev gravid som 14-årige. Barnet døde som spæd.
Allerede mens hun gik i gymnasiet fik hun job på en radiostation, og som 19-årig blev hun vært på aftennyhederne på en lokal station. Hendes personlige, følelsesladede kommentarer førte til at hun blev til et talkshow i dagtimerne. I Chicago overtog hun et talkshow, der herefter blev det mest populære i området. Siden startede hun sit eget produktionsselskab, og hendes eget talkshow blev syndikeret både nationalt og internationalt.
Oprah Winfrey tilskrives at have skabt en mere intim, bekendelses-præget medieret kommunikation, for at have populariseret og revolutioneret den tabloide talkshow-genre, og brugt genren til at bryde med tabuer og give LGBT-personer adgang til mainstreamen.
Hun har bl.a. spillet med i Steven Spielbergs Farven lilla, hvor hun blev nomineret til en Oscar for bedste birolle som Sofia. Hun bor blandt andet i Montecito, Californien.
Oprah Winfrey har i 2007 oprettet en pigeskole i Sydafrika og Oprah's Angelnetwork.
I midt-90'erne begyndte hendes talkshow at fokusere på litteratur, selvudvikling og spiritualitet. Hun er blevet kritiseret for at fremme en bekendelseskultur, for at promovere kontroversielle selvhjælpsidéer og for at have en overdrevet følelses-fokuseret tilgang, men hyldes ofte for at overvundet modgang for at blive en velgører for andre. Under det amerikanske primærvalg i 2007 gav Oprah sin støtte til Barack Obama, hvilket gav ham et mindre boost i de efterfølgende meningsmålinger.

## Ekstern henvisning
- Wikimedia Commons har flere filer relateret til Oprah Winfrey
- Oprah Winfrey på Internet Movie Database (engelsk)
- Oprah Winfrey på Filmdatabasen
- Oprah Winfrey på Scope
- Oprah Winfrey på Svensk Filmdatabas (svensk)
- Oprah Winfrey på AlloCiné (fransk)
- Oprah Winfrey på AllMovie (engelsk)
- Oprah Winfrey på Rotten Tomatoes (engelsk)
- Oprah Winfrey på The Movie Database (engelsk)
- Oprah Winfrey på Internet Broadway Database (engelsk)
- Oprah Winfrey på Behind The Voice Actors (engelsk)
- Officiel hjemmeside